# 부하라 칸국
부하라 칸국(우즈베크어: Buxoro Xonligi, 타지크어: Χоноти Бухоро)는 중앙아시아에 있었던 나라 중의 하나이다. 1500년, 티무르 제국을 대체하여 사마르칸트까지 영토를 넓혔으나, 19세기 이래 차츰 쇠퇴하였다. 또한, 부하라 칸국은 코칸트 칸국, 히바 칸국과 함께 우즈베키스탄의 3대 칸국 중 하나였다.

## 역사
킵차크 한국 바투의 아우 샤이반(‘시반’이라고도 읽음)의 자손인 무함마드 샤이바니 칸(재위 1505년 ~ 1510년)이 우즈베크족을 부하라에 입성함으로써 부하라 칸국의 역사는 시작된다. 곧이어 샤이바니는 트란스옥시아나 전역의 지배권을 티무르 왕조로부터 탈취한다. 이때부터 아불 하이르 칸의 후손이 트란스옥시아나에 군림하게 되는데, 이들의 왕조를 샤이바니 왕조라 이른다.
수도는 일정하지 않았으나 부하라가 대체로 중심적 위치를 차지하고 있었기 때문에 부하라 칸국이라 불린다. 샤이바니 왕조는 16세기 후반, 압둘라 칸의 치세에 절정기를 맞이했다. 그러나 1599년, 피르 무함마드 2세가 죽음으로서 샤이바니 왕조의 남계가 단절되어 잔 왕조가 그 자리를 대체하였다. 잔 왕조는 아스트라한 왕조라고도 부른다. 이 왕조는 17세기 전반이 최성기였으나, 나디르 샤의 침입으로 몰락한다. 그 와중에 망기트 부족의 수령인 무함마드 라힘이 등장하여 다른 우즈베크 부족을 제압하고 1756년에는 명목뿐이었던 잔 왕조의 칸을 폐위하고 망기트 왕조를 개창하면서 토후국이 된다.